# 佛教如來宗
佛教如來宗是一個台灣修行團體，由一位自稱“已成就佛道”的人生導師「妙禪」（本名劉錦隆，後改為劉妙如）創立，自稱為佛教的分支，而佛教界公認為附佛外道，1990年開始加入妙天教團修行，為妙天販售靈骨塔，期間約15年，妙禪自創如來宗後，被妙天依違反禪宗戒律「逐出宗門」
。
根據其官方宣稱，如來宗有超過90000名信徒，其中將近1,000人來自海外。北部、中部和南部設有30所以上之精舍。

## 沿革
妙禪原本俗名劉錦隆（1949-），後改劉妙如，臺灣新竹縣新埔鎮客家人，年輕時曾做過業務員、直銷等工作，也是一名替身演員，曾經學習氣功，能夠端坐在釘床上。他曾三度結婚，育有三名子女；第三任妻子姓彭。劉錦隆亦曾從政，曾長期為劉邦友的服務處秘書，1986年更以中國國民黨的身分參選桃園縣議會（今桃園市議會）平鎮選區議員，但不幸落選，資金也出現問題，昔日鄰居稱，劉錦隆斷了政治路之後，非常挫折，最後失意「一直哭」，競選時，劉錦隆還成立了互助會籌錢，最後卻倒躲債、逃亡。
1990年，劉錦隆與第三任妻子一起跟從另一名新興宗教領袖妙天修行，進入教團後，由於口才便給，很快便成為妙天的親信，劉錦隆負責為妙天販賣靈骨塔塔位，經營有道，妙天為他取了法號「妙殿明」，其妻法號為「妙殿蓮」，但最後該靈骨塔被證實為違章建築，遭到官方拆除，據傳劉錦隆有8000萬元的業務傭金未收到，於是師徒翻臉，互控詐欺，臺北市議員鍾小平還爆料，妙天因為弄錯自己訂的「佛祖位階」，被妙禪發現問題所在。鍾小平轉述劉錦隆的敘述：「妙天就脫口而出，我的師父如來佛叫我買（地）的，劉錦隆就說，你不是『統天大佛』，『如來佛』是你師父？怎麼16次元是聽13次元的？（劉錦隆）就開始不信他。」
妙天在1998年被指涉及詐騙，劉錦隆和妙天互相指控對方。1998年3月，劉錦隆自封法號「行本覺」，宣稱已經成佛，召開記者會攻擊妙天；但是在同年8月，劉錦隆因肺癆病重吐血住院，醫院發出病危通知，劉錦隆委託其妻請求妙天前往醫院探視並求其原諒，妙天探視劉錦隆時宣稱給予「加持」，不久順利康復，劉錦隆回憶說 ：「隔天上午開始他的氣色就好了許多，病情也獲改善，這全都要歸功師父」 ，於是劉錦隆親自向妙天下跪認錯，承認先前成佛之說只是捏造出來騙人的，妙天准許劉錦隆復投其門下。2004年，劉錦隆再度出來自稱成佛，改名劉妙如，自稱「妙禪師父」，創立如來宗；據說，劉錦隆之所以這樣做，是因為不滿妙天向會員發售的做法。如來宗官方網站則指，劉錦隆在1998年恢復「大成就明師」法身，在2004年是「初轉法輪」、正式開始弘法。妙禪與妙天決裂後，對有關於妙天的人士非常「敬而遠之」，「佛教如來宗」明文規定不收妙天弟子及與妙天有關的民國黨黨員，稱尊重前師門而不與收授。
妙天指出，曾經是他弟子的妙禪，所創立的如來宗盜用了妙天禪師所傳授的手印及禪法，且只學一半，妙天認為相當可惜，「他後半段並未學到，不知道怎麼發揮全部力量。」(妙禪聲稱其傳授之金剛蓮花印等為自創法印，但實為妙天所使用。)
如來宗自稱，如來（佛）創造了包括十界在內的萬物，靈性和業力都是空，如來就是造物主，也就是「基督教的上帝」，釋迦佛、耶穌基督是見證造物主如來的過去佛，因地區文字不同，而對造物主有不同尊稱。妙禪自稱是如來（造物主）派到娑婆世界的佛，自封大成就明師。如來宗認為，「大成就明師」（現世佛）妙禪，在法界之中有「大威德力」，能夠渡化所有眾生的業障，稱就可以不受「業力」干擾，還可以通過「如來法則」，如釋迦佛、耶穌基督見證造物主，永生永世圓滿解脫不再輪迴；現世上，妙禪雖然是個活著的人，自稱可庇佑萬千信眾，但是實際上是信徒遇到的一切好事 都被歸類為妙禪的功勞 利用這手法吸引信眾；人生遭遇逆境則與妙禪無關 推託責任 而妙禪會贈送「靈性佛」給信眾，自稱如果沒有妙禪的「靈性佛」，自己無法化解、消災，結果會更糟，這已經是「重業輕償」了，即使是菩薩化現為凡人，自稱沒有跟隨身為「現世佛」的妙禪修行，最高只可以恢復為菩薩果位，甚至會有可能降低位階（實際上與大乘佛教菩薩果位已不退轉的教義牴觸）。還有信徒表示，他騎摩托車車禍甩尾撞休旅車，妙禪信徒會聲稱是妙禪的庇佑而平安無事。
如來宗指出，有許多人雖然沒有跟隨妙禪，但因為天眼已开，而觀到三聖和三惡道的靈性；不過，如果沒有通過妙禪指引的「如來法則」來成就佛道，就絕對不會觀到「諸相非相如來」。根據如來宗的官方網站，如來宗把妙禪所說的《三聖教》和《妙禪師父慈悲開示》奉為「最究竟的大圓滿法」；該網站本來也把禪門流行的佛經與典籍如《般若波羅蜜多心經》、《金剛般若波羅蜜經》、《達摩血脈論》列為如來宗的「最究竟的大圓滿法」，但後來爆出在內容上有所篡改後，這些典籍都被妙禪廢除。
如來宗認為，任何宗教都與如來宗不牴觸，故可以招收任何宗教的弟子，不僅僅是佛教與道教，包括一神論的基督宗教、伊斯蘭教等（如來宗的內部文件及「法會」中都明確揭露，對於其他宗教虔誠的信徒，如藏傳佛教、一貫道或基督教的虔誠份子不積極鼓勵招收，也不收身心障礙者、躁鬱症、憂鬱症等各類精神疾病，年紀過大的信徒、年紀較小的信徒，稱因場地小信徒密度高，請精神疾病者先穩定治療至身體回覆健康再修行），此外如來宗也一直宣稱他們尚處「別教期」，尚未進入「普傳期」，因此拒絕由同修接引外的其他民眾參與其活動。在教規上，沒有反對信徒從事任何活動，或是尊守任何戒律，只是違背「大是大非」的事不要去做，生活的一切自在地過，對於信徒的不當行為，則以「師父是教導修行，不是教導做人」、「業力引爆」等說推托帶過。
如來宗在教義上原襲自佛教，但其內容上多有修改，講座開始前必頌的「見性偈」(無上甚深微妙法，百千萬劫難遭遇，我今既入明師門，誓證如來真實義)是改自武則天所寫的「開經偈」（無上甚深微妙法，百千萬劫難遭遇，我今見聞得受持，願解如來真實義），現今部分內容雖已因爭議而不再提起，然則存者仍飽受非議和批評，難以自圓其說，因此如來宗對外也有他們不是佛教的一支，而是修行團體的說法，不過對應妙禪曾以禪宗的明師代代相傳，合理化自己作為明師渡世之說，顯然又是自相矛盾的說詞，且其自力成佛，更是不符「代代相傳」一事。

## 運作

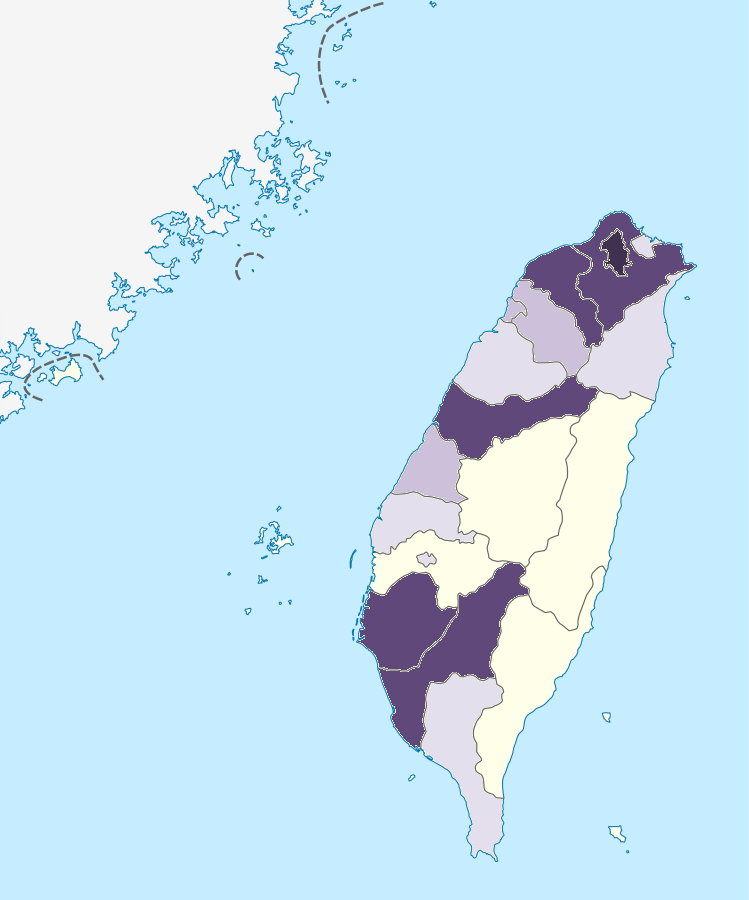
臺灣各直轄市／縣市如來宗精舍的信徒人數（數據由如來宗官方網站提供，截至2015年12月）
超過8,000名信徒
6,001至8,000名信徒
4,001至6,000名信徒
2,001至4,000名信徒
0至2,000名信徒
不詳／不適用

### 弟子的構成
想要入門成為如來宗弟子需要有介紹人接引，才能入門，如來宗目前暫不接受接受未滿18歲、重症患者（例如癌症病人、躁鬱症病人、植物人等）人士加入。
。如來宗宣稱有將近100名在臺灣以外地區的信徒，分別來自12個國家，例如印尼、越南、緬甸、印度、菲律賓等，亦有信徒來自中國大陸。
報導說曾之喬、隋棠、郭書瑤、小嫻、柴智屏等臺灣藝人都是如來宗的信徒，除了江淑娜、柴智屏以外，相關被點名的藝人皆未回應證實自己是如來宗的信徒 ，加拿大藝人馬修·連恩曾為如來宗創作一曲《與妙禪師父同心同行登佛岸》（All Rise Together），並且頻繁進出劉妙如所設「實驗禪園」地中海社區。江淑娜曾出席如來宗的活動，在妙禪面前下跪接受其「加持」，期間身體持續20秒劇烈晃動，有關片段引發臺灣網絡界的討論。
如來宗的核心成員稱為「老師」，「老師」為加入五年以上的信徒，經妙禪挑選組成，共110人，分為30名「有薪高級老師」和80名「義務老師」，不少「老師」會辭去組織以外的工作，專心在如來宗服務；「老師」負責傳播妙禪的教義。

### 活動
如來宗的信徒身穿印上「禪」字的紫色制服，被媒體稱為「紫衫軍」或「紫衣人」，有時被戲稱為「紫衣神教」。信徒會大喊「感恩師父、讚歎師父」來稱頌妙禪，又常會在用到「師父」兩字時挪抬，以示尊敬。妙禪期望如來宗信徒每天進行一次禪定，時長30分鐘至1小時。妙禪亦鼓勵信徒真誠地邀請他人加入如來宗，讓外面的苦難眾生能找到回到「上帝、如來的懷抱」，即一條如髮絲般的「中道」。。
。
如來宗的官方網站設有「禪行週報」，每星期發表一篇宣傳其教義的文章，但「禪行週報」在2018年2月2日後已停止更新（截至2018年2月）。

### 學生組織
自2005年起，如來宗曾在臺灣的138所以上的大專院校成立學生社團。這些社團不要求參與者素食或持戒，吸引不少學生加入。例如，國立臺灣大學的相關社團名為「如來實證社」，英文名為「Buddhism Witness Club」（直譯為「佛教見證人會」），曾舉行音樂會、舞會、論壇、交流會、「禪行社課法會」等活動。國立臺灣海洋大學的「如來實證社」在2015年的全國大專校院學生社團評鑑中獲得「學術性、學藝性社團特優獎」。臺中市政府警察局第二分局亦曾與這些社團合作，舉行防詐騙宣傳。根據三立新聞網一篇被刪除的報導，除了大學外，很多高中亦設有與如來宗相關的學生社團。
2017年2月上旬，妙禪決定廢除如來宗在大專院校的「大學團」和「如來實證社」。

## 爭議

### 財務爭議
如來宗的宣傳手法曾被《臺灣蘋果日報》批評為「直銷式收信徒」。加入如來宗的信徒需要繳交入會費新臺幣300元，信徒則要每月繳交「護持金」2,000元；雖然如來宗宣稱此為「隨喜」（自由捐獻），但也引發了爭議。一名前信徒披露，如來宗信徒每月需要繳交新臺幣2,000元，而每場集會信徒也會捐出1,000元至5,000元不等，無論是不是信徒，都會有人勸你「隨喜功德」，甚至有信徒一家每月捐款10,000元、每年年末再捐出100,000元；又指如來宗收取的捐款會由信徒運到妙禪的家。就算只是參與如來宗每星期舉辦一次的禪修活動，亦要付費。與如來宗有關聯的學生社團亦受爭議，有學生指控，學生每月需要繳交「護持金」（或稱「隨喜費」）至少200元，這些社團強收金錢，還強佔教室來宣傳。
此外，如來宗信徒們多半被推銷使用元大商業銀行的信用卡「如來卡」，不但會定時自動扣除一筆款項作「功德金」，還會強制抽取每筆消費的1%，捐給如來宗所屬的「如來實證協會」。《臺灣蘋果日報》估算，如來宗在2014年已累計得到新臺幣數十億元的收益。如來宗曾在2016年4月發表聲明，交代向信徒收取款項的原因和用途，並否認有中飽私囊之舉。但是，該組織的金錢流向仍然飽受爭議。亦有前信徒稱，如果有信徒質疑組織資金流向，組織內部會指這是「佛的祕密」，不但不願意透露，還要求信徒保持信仰。
有前信徒指，每當妙禪心情不佳（話術稱「不法喜」），如來宗高層便會號召家境富裕的信徒集資向妙禪送禮，其中一份禮物是妙禪佩戴的玉吊墜，價值新臺幣300萬元。2017年《臺灣蘋果日報》報導，妙禪8月時接受信眾2輛勞斯萊斯奢華名車供養，共四千多萬元，交車當天載妻子、弟子試車兜風，高調奢華，結束後他和妻子及弟子等分乘千萬紅色賓士SLS AMG跑車及另輛賓士離去。此次購車清單是勞斯萊斯各為兩千多萬元的棕色Ghost四門轎車及深棕色Wraith雙門跑車，總價四千多萬元，其中Ghost作為公務車，Wraith則供妙禪私用，妙禪偏好數字6，兩輛名車的車牌數字部分都是6（特殊車牌須另繳費用選號）。網友也留言諷「原來開勞斯萊斯、穿鱷魚皮皮鞋可以上西方極樂世界」引起部份不知情信眾反應，表示「要反省」；而原本可容納五千名信眾，在臺北市立大學天母校區詩欣館召開的法會也取消，大有避風頭之意。
輔仁大學哲學系助理教授周偉航說：「若要求信徒清修，領袖卻出入名車，這矛盾行為會造成外界懷疑、無法說服社會。」臺北城市科技大學榮譽教授江燦騰則批：「妙禪就是直銷推廣！」假借心靈成長進行宗教催眠，透過宗教操縱群眾，是「宗教的心靈雜技表演班」。玄奘大學宗教與文化系教授昭慧法師表示：「現在稱佛教的很多，但大多流於表象。」她直言，佛陀戒律是禁止修道人「炫奇惑異」，「妙禪就是集體催眠的造神運動！」。

#### 糾紛
國立臺灣師範大學有學生在參加如來宗相關活動後，得知要繳交「隨喜費」新臺幣200元，因而在網上投訴，引起媒體和校方關注；校方表示，依規定社團在「社費」外的「額外收費」應經過校方許可，而該社團沒有得到校方允許，因此校方會展開調查。
年代新聞主播張雅琴報導了妙禪信徒供養勞斯萊斯事件，隨即被人打電話以恐嚇的態度施壓，張雅琴表示難過，發表「不自殺聲明」，也舉例，自己在節目上講過民進黨、國民黨、吳敦義、連勝文、趙少康的各種新聞，卻從來沒有接過關切電話，「新聞的可貴在於說，甚麼新聞我們報導，但不是製造業、不是恐嚇業，報導出來如果有問題我們就大會報告，就致歉，是存著純潔的心來報導的。」
健身名人陳之漢連續在臉書發文嘲諷妙禪與妙禪的信眾，「做到這境界還敢謊稱為佛，如果有閻王肯定抓你下地獄」，「我乃十殿閻王轉世，就來個神魔之戰吧」陳之漢還表示：「本人昨天玉皇大帝託夢，叫我要出來救苦救難，為了天命只好犧牲小我，把大家每天鬥爭的惡源，邪惡的錢錢錢，從你的變成是我的，本人近期準備創一教派，覽教。大意為『一覽無遺你家的錢，變成我的錢』的教義，來宣揚本法旨～～信覽教得永生，請大家期待。」還補充「我的法號是『博啟天尊』，請別亂想，博學多聞，開啟智慧。」一位妙禪弟子點名陳之漢，諷刺陳之漢「吃不到葡萄說葡萄酸」，根本傷不了師父，「若真有本事，請那位XX館長來，不要光說不練，去成立教派一較高下。」還說：「師父是真佛，你們傷不了。」陳之漢後來表示，要妙禪「簽同意書、上擂臺」，打給全臺灣人看，「我館長能不能傷他啊？不敢證明吧，笑死人！」陳之漢還用諧音笑話諷刺妙禪信徒，「果然紫色人上輩子都是薯條，這輩子就是欠詐（炸）。」 
有前妙禪信徒說，本來計劃好用來蓋大禪堂的「弘法護持金」變作全職幹部薪資。

### 教義和活動爭議
據《關鍵評論網國際版》在2017年7月31日發表的文章，多名如來宗前信徒指控該組織收取高昂費用、騷擾信徒，又質疑妙禪言論不實；有前信徒退出如來宗後，致力勸導現在的信徒退出，亦有已退出組織的「老師」形容妙禪貪得無厭，另一名前信徒則批評妙禪是「控制狂」 。但如果退出如來宗後，根據前信徒的說法，會遭到其他信眾的排斥，例如在社交網站上本來有四千個朋友，退出後只剩四十個。
如來宗舉辦的信徒聚會，常有許多信徒痛哭流涕，《壹周刊》報導，曾任如來宗核心幹部的信徒透露，眾人齊哭是群眾感染的效應，妙禪口才便給，組織動員力強，定期舉辦法會讓信徒產生向心力，不斷洗腦「要聽老師的話才能消除業障，不然會下地獄」。另外也延攬資深幹部和「老師」入住他在新北市八里區地中海社區設置的「實驗禪園」，以便就近控管，並禁止他們成立小圈圈，讓彼此間不敢有私交。
2014年3月，藝人江淑娜在出席如來宗活動期間身體劇烈晃動，妙天的釋迦牟尼佛救世基金會批評這是「怪力亂神」、令信徒「陷入癲狂」；有精神病學專家認為江淑娜此舉可能是情緒抒發、也可能是歇斯底里，宗教學家則認為這與感應無關，氣功專家則指這像是氣功催眠的一種。知名比丘尼釋恆述則表示：「耶穌有他的門徒，佛有他的弟子，魔也有他的眷屬。藝人和妙禪有甚麼因緣，我們不得而知；他（妙禪）是佛是魔，我們也不予置評。但身為藝人一定要審慎，不查上師如跳崖，不查弟子如飲毒。」
2016年4月，一名男子疑似不滿妻子經常出席如來宗的活動，因而在雲林如來宗「精舍」用紅漆噴上「神棍」、「邪教」、「出來面對」等字眼，網友們還大讚該男子字跡端正、娟秀。

### 誘姦爭議
妙襌遭指控，他曾告訴一名就讀大學的信女，可以透過性行為進行「子宮頸雙修」，此錄音曝光後，許多女學生與女信徒出面指控，曾聽信他所謂的「子宮頸雙修」而被誘姦吃虧，最後在他的師父妙天出手調解之下，才未被信女提告，妙天當時所屬的印心禪學會基金會楊姓秘書長公布了一段妙襌遭指控透過『性行為』進行「陰陽雙修」的錄音檔，女子指控妙禪說：「男孩子跟女孩子到女生子宮頸的地方，女孩子如果高潮會發出正負電輸送過來」，直指妙禪疑似劫財外還劫色，有網友指證自己學生時代的女同學也差點受害  。

### 被指使用特權
根據《蘋果日報》報導，妙禪於2017年10月2日戴著口罩，在數名信眾簇擁下，出現在林口長庚醫院。妙禪的信徒，長庚醫院榮譽副院長宋永魁與妻子合十參拜恭迎後，領著妙禪直奔三樓腎臟科醫師楊智偉的診間。報導指出，妙禪於預約就診序號表上排定為47號，但在宋永魁帶領下，雖然診間跳號僅至34號，一行人直接插隊進入診間。輿論批評為何有大神力的師父還需要看病？怎不自己治就好？且去醫院看糖尿病、腎臟科，還用特權插隊，是枉顧其他病患的權益。

### 妙禪被指說粗話
一名自稱曾是妙禪弟子的網友說，有次聽到師父脫口飆罵粗話「王XX」（「王八蛋」），讓他徹底看清事實，他印象最深的一次是參加如來正法班時，師父非常生氣，竟脫口而出「王XX」，當下被師父嚇到，試想「會有哪一尊佛會爆粗口說出那種句子……？有點顛覆了我的認知」，一直到這次的勞斯萊斯事件，他才徹底被打醒 。

### 被指害人延誤治療
一名網友投訴，說自己與媽媽都是妙禪信徒，每個月繳2000元護持金，參加法會回家後，媽媽興奮說，去上廁所時，排出「深黑色」的大便，認為是師父幫她清除業力，網友驚覺不對勁，後來媽媽去醫院檢查，發現是罹患「大腸癌二期」。

### 怒扯女信徒頭髮
民眾向媒體提供影片爆料，妙禪疑似愛車勞斯萊斯被地下停車場漏水弄髒，竟然在電梯怒扯女信徒的頭髮洩恨，害女信徒險些站不穩跌倒。

## 外部連結

### 官方網站
- 官方网站
- 佛教如來宗的Facebook專頁